# Oma Fladder
Oma Fladder was een in totaal dertiendelige Nederlandse televisieserie, naar het boek van Burny Bos, die in 1984 door de AVRO werd uitgezonden. Het scenario was bewerkt door Burny Bos en Hetty Heyting. Heyting schreef het scenario voor de zes afleveringen die na de eerste serie werden gemaakt. De begintune werd gezongen door Peter Blanker. De muziek was gecomponeerd door Joop Stokkermans.
In de serie konden de avonturen van oma Fladder en haar kleindochter worden gevolgd. De hoofdrollen werden vertolkt door Trees van der Donck, als oma Fladder, en Charlotte Martens als haar kleindochter Diewertje. Bijrollen waren er onder meer voor Jaap Stobbe, Sacco van der Made, Paul van Gorcum, Guus Hoes en Bartho Braat.
In de kerstvakantie voor scholen van 2000 werden afleveringen van Oma Fladder herhaald in het tv-programma Z@ppelin.